# Kelly Massey
Kelly Lorraine Massey (née le 11 janvier 1985 à Coventry) est une athlète britannique spécialiste du 400 mètres.

## Carrière
Kelly Massey prend part à sa première compétition internationale en 2007 à l'occasion de l'Universiade de Bangkok. Avec le relais 4 × 400 m, elle décroche une médaille de bronze.
En 2010, aux Jeux du Commonwealth, c'est une médaille d'argent qu'elle obtient au sein de ce relais. L'année suivante, elle décroche ce même métal mais cette fois à nouveau à l'Universiade.
En 2014, elle atteint la finale du 400 m des Jeux du Commonwealth de Glasgow où elle termine 7e en 53 s 08, avant de remporter le bronze au relais. Deux semaines plus tard, lors des championnats d'Europe de Zürich, elle contribue à la médaille de bronze du relais britannique, qui est battu par la France de Floria Gueï et l'Ukraine d'Olha Zemlyak.
En 2015, elle devient vice-championne d'Europe en salle à Belgrade sur le relais 4 x 400 m, encore. Puis, pour la seconde édition des Relais mondiaux de l'IAAF, le Royaume-Uni remporte le bronze.
Grâce à sa participation aux séries, Kelly Massey devient championne d'Europe de cette discipline à Amsterdam en 2016. Une participation aux séries des Jeux olympiques de Rio lui permet de remporter le bronze avec ses coéquipières.
Après une saison 2017 moins bonne, Kelly Massey met un terme à sa carrière sportive le 11 janvier 2018, jour de ses 33 ans.
Elle possède un record personnel à 51 s 96 (Birmingham 2014) en plein air et de 53 s 04 (Birmingham 2014) en salle.

## Palmarès
| Date | Compétition                       | Lieu           | Résultat | Épreuve   | Temps         |
| ---- | --------------------------------- | -------------- | -------- | --------- | ------------- |
| 2007 | Universiade                       | Bangkok        | 3e       | 4 × 400 m | 3 min 33 s 70 |
| 2010 | Jeux du Commonwealth              | New Delhi      | 2e       | 4 × 400 m | 3 min 29 s 51 |
| 2011 | Championnats d’Europe par équipes | Stockholm      | 2e       | 4 × 400 m | 3 min 27 s 21 |
| 2011 | Universiade                       | Shenzhen       | 2e       | 4 × 400 m | 3 min 33 s 09 |
| 2014 | Jeux du Commonwealth              | Glasgow        | 3e       | 4 × 400 m | 3 min 27 s 24 |
| 2014 | Championnats d'Europe             | Zurich         | 3e       | 4 × 400 m | 3 min 24 s 34 |
| 2015 | Championnats d'Europe en salle    | Prague         | 2e       | 4 × 400 m | 3 min 31 s 79 |
| 2015 | Relais mondiaux de l'IAAF         | Nassau         | 3e       | 4 × 400 m | 3 min 26 s 38 |
| 2016 | Championnats d'Europe             | Amsterdam      | 1re      | 4 x 400 m | séries        |
| 2016 | Jeux olympiques                   | Rio de Janeiro | 3e       | 4 x 400 m | séries        |
| 2017 | Relais mondiaux de l'IAAF         | Nassau         | 4e       | 4 x 400 m | séries        |

## Records
| Épreuve    | Performance | Lieu       | Date         |
| ---------- | ----------- | ---------- | ------------ |
| 400 mètres | 51 s 96     | Birmingham | 24 août 2014 |

| Épreuve    | Performance | Lieu       | Date            |
| ---------- | ----------- | ---------- | --------------- |
| 400 mètres | 53 s 04     | Birmingham | 15 février 2014 |